# Paweł Kaczmarczyk

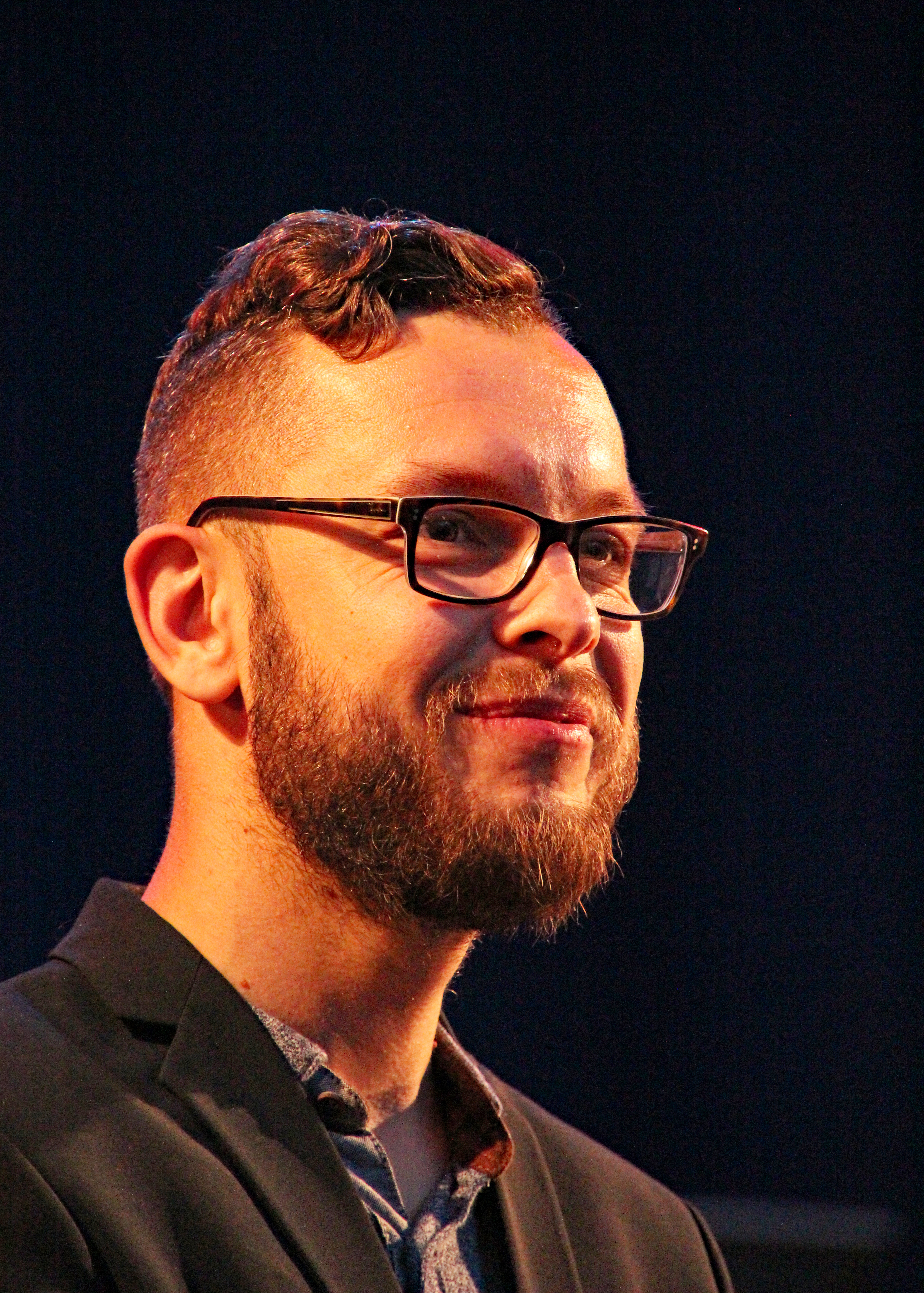
Paweł Kaczmarczyk in 2016

Paweł Kaczmarczyk (Krakau, 8 februari 1984) is een Poolse jazzpianist en componist. 
Kaczmarczyk studeerde aan de Karol Szymanowski Muziekacademie Katowice. In 2000 richtte hij met Michał Barański ej Paweł Dobrowolski het KBD-trio op en begon te toeren. Het leverde hem diverse prijzen op, eerst als "junior", later ook als volwassen act. Rond 2007 richtte hij de Paweł Kaczmarczyk Audiofeeling Band op. Kaczmarczyk werkte samen met diverse grootheden in de jazz.

## Discografie
- Live - KBD Trio (2005)
- Audiofeeling (2007)
- Complexity in simplicity - Paweł Kaczmarczyk Audiofeeling Band (2009)

- Gemeinsame Normdatei: 139959629
- International Standard Name Identifier: 0000 0003 7190 0738
- Library of Congress Control Number: no2018092607
- MusicBrainz: e789db15-0d67-4099-8c0d-4130c7211ee8
- Virtual International Authority File: 103281718
- WorldCat: E39PBJrchr7QXPFMMCFRfgkVYP